# みきもと凜
みきもと 凜（みきもと りん、5月18日 - ）は、日本の漫画家。おうし座。AB型。
「SHE'S ALL THAT」で第18回BF新人まんが大賞佳作を受賞しデビュー。代表作は『近キョリ恋愛』、『きょうのキラ君』。

## 作品リスト
- ワイルド・ダイヤモンド（2003年、全1巻）
- 僕と楽しいこと（2005年-2006年、全2巻）
- タイヨウのうた（2007年、全1巻、映画・テレビドラマのコミカライズ）
- 水曜日のライオン（2007年、全1巻）
- 17歳（2007年、全1巻）
- 近キョリ恋愛（2008年-2011年、全10巻）
  - 番外編「§0. ヒミツのトビラ」（『近キョリ恋愛』2巻、オムニバス『S彼好きですが、なにか?』収録）
  - 番外編「§0Ⅱ. 僕がメガネをしてるわけ」（『近キョリ恋愛』4巻、オムニバス『原色ツンデレ男子。いけない先生』収録）
  - 番外編「§0Ⅲ.タイムトリップ・ラバー」（『近キョリ恋愛』6巻収録）
  - 番外編「§∞.ぼくの不機嫌なgirl」（『近キョリ恋愛』8巻収録）
  - 番外編「§0Ⅳ.birthday story」（『近キョリ恋愛』10巻収録）
  - スペシャル・ショート「〜Good morning love!〜」（『きょうのキラ君』1巻収録）
  - 特別編「§スペシャル 天才少女のafter story」（『きょうのキラ君』8巻収録）
  - スペシャル・ショート「〜dream child〜」（『きょうのキラ君』9巻収録）
  - 特別編「§スペシャル 天才少女のHappy Wedding」（『午前0時、キスしに来てよ』3巻収録）
- きょうのキラ君 (2011年 - 2014年、全9巻)
- 午前0時、キスしに来てよ (2015年 - 2020年、全12巻)
- 稲妻とロマンス[1]（『別冊フレンド』2021年2月号[2] - 連載中、既刊6巻）※休載中[3]
  1. 2021年6月11日発売[4][5]、『別冊フレンド』2021年2月号[2] - 5月号、ISBN 978-4-06-523734-2
    - 午前0時、キスしに来てよ 特別編（描きおろし）

  2. 2021年11月12日発売[6]、『別冊フレンド』2021年7月号 - 11月号、ISBN 978-4-06-525924-5
  3. 2022年6月13日発売[7]、『別冊フレンド』2022年1月号 - 2月号、4月号 - 6月号、ISBN 978-4-06-528100-0
    - 8話 side麗央
    - おまけショート「Bar LEO」vol.1 楓（0キス）（『別冊フレンド』2022年2月号別冊ふろく『バレンタイン5つのLoveものがたり』）

  4. 2022年12月13日発売[8]、『別冊フレンド』2022年8月号、10月号 - 11月号、2023年1月号、ISBN 978-4-06-530094-7
  5. 2023年9月13日発売[9]、『別冊フレンド』2023年4月号、6月号、7月号、9月号、ISBN 978-4-06-532729-6
  6. 2024年6月13日発売[10]、『別冊フレンド』2023年10月号 - 12月号、2024年1月号、3月号 - 5月号、ISBN 978-4-06-535552-7
- 宝石箱に愛をつめよう（『別冊フレンド』2025年5月号[11] - 連載中）